# LG Coesfeld
Die LG Coesfeld ist eine deutsche Leichtathletikgemeinschaft, die aus den Vereinen DJK Eintracht Coesfeld, SG Coesfeld 06 und DJK Vorwärts Lette besteht.

## Erfolge
Bei den Deutschen Meisterschaften 1988 wurde Rüdiger Stenzel Achter über 800 m. Ein Jahr später wurde er deutscher Vizemeister über 1500 m. 1995 wurde Carmen Bertmaring Achte über 200 m. Bei den Deutschen Meisterschaften 2011 wurde Carolin Aehling Siebte über 5000 m. Sie wurde ein Jahr später außerdem Siebte im Crosslauf.